# Digital Subscriber Line Access Multiplexer
Digital Subscriber Line Access Multiplexer (DSLAM) – koncentrator cyfrowych linii abonenckich pracujących w technologii xDSL.

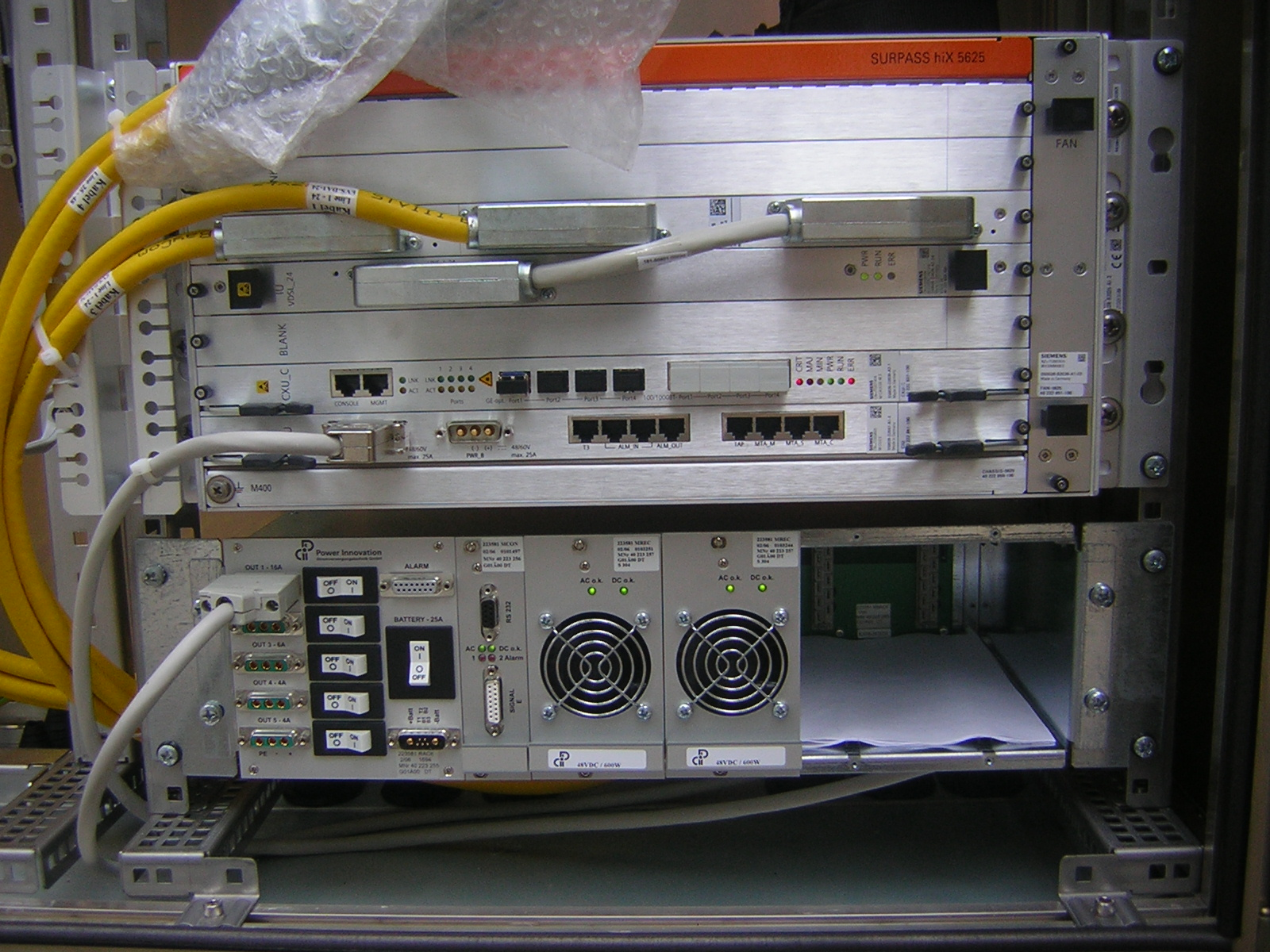
Siemens DSLAM SURPASS hiX 5625

Jest to urządzenie multipleksujące dane przesyłane od użytkowników linii DSL w kierunku sieci oraz demultipleksujące dane przesyłane w kierunku przeciwnym. Realizuje przyłączenie lokalnych użytkowników linii DSL-owej do szerokopasmowej sieci szkieletowej. Coraz rzadziej wykorzystywaną metodą multipleksacji w tych urządzeniach jest multipleksacja w dziedzinie czasu TDM (ang. Time Division Multiplexing). Jej miejsce zajmuje jej modyfikacja, czyli statystyczna multipleksacja w dziedzinie czasu STDM (ang. statistical TDM). Obecnie DSLAMy posiadają możliwość obsługi ruchu priorytetowego, kształtowania ruchu w sieci lub realizowania funkcji przełączających. Mogą pełnić funkcje mostujące jak i trasujące. Można je wyposażyć we wbudowane na stałe routery IP lub przełączniki ATM-owe.

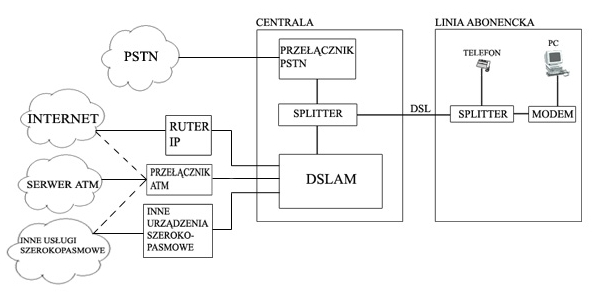
Ogólna architektura DSLAM

## Strona pętli abonenckiej
DSLAM po stronie klienta, czyli po stronie pętli abonenckiej może obsługiwać tylko jeden, jak również kilka rodzajów DSL-u jednocześnie. Może to być ADSL (ang. Asymmetric DSL), HDSL (ang. High-bit-rate DSL), SDSL (ang. Symmetric DSL), IDSL (ang. Integrated services digital network DSL) lub VDSL (ang. Very high bit rate DSL).
Pętle abonenckie są obsługiwane za pomocą kart zawierających oprogramowanie, czyli mikrokod oraz sprzęt komputerowy odpowiedni do rodzaju obsługiwanego typu DSL. Karty umieszczone są w półkach do których doprowadza się napięcie zasilające. Półki znajdują się w stojakach, które są główną częścią DSLAM. DSLAM znajduje się najczęściej wewnątrz centrali firmy telefonicznej – central office (CO). Liczba pętli abonenckich obsługiwanych w jednym stojaku mieści się w granicach od kilkudziesięciu do ponad tysiąca. Zwiększanie tej liczby wiąże się z utrudnieniami funkcji zarządzających, jak również powoduje większy pobór mocy przez stojak, wzrost temperatury wewnątrz CO oraz zwiększa zajętość powierzchni.

## Strona usługowa sieci
Po stronie usługowej sieci DSLAM może współpracować z takimi urządzeniami jak rutery IP, przełączniki ATM lub innymi pozwalającymi na skorzystanie z usług oferowanych w sieci szerokopasmowej. DSLAM można połączyć tylko z jednym typem tych urządzeń lub z wszystkimi. DSLAM może zostać przyłączony do sieci na przykład za pomocą interfejsu ATM pod SDH/SONET jak również 100 Mb/s Ethernet (100Base-T LAN). Może być także wyposażony w szybki interfejs szeregowy HSSI (ang. High-Speed Serial Interface) przeznaczony dla sieci typu Frame Relay lub posiadać interfejsy T1, T3.
Oprócz obsługi ATM oraz powszechnie stosowanego protokołu IP, DSLAM może obsługiwać inne protokoły jak wspomniany wyżej Frame Relay, IPX (ang. Internetwork Packet Exchange ), PPP (ang. Point-to-Point Protocol) oraz SDLC (ang. Synchronous Data Link Control) dla sieci SNA.
Prawie wszystkie DSLAM-y obsługują protokół zarządzający SNMP (ang. Simple Network Management Protocol), nieliczne natomiast wspierają protokół CMIP (ang. Common Management Interface Protocol).

## Spliter
Spliter jest to urządzenie, które oddziela analogowy głos od danych przesyłanych w pętli abonenckiej. Może być wbudowany wewnątrz DSLAM, jak również wewnątrz modemu DSL znajdującego się bezpośrednio u użytkownika. Rozwiązanie to powoduje zmniejszenie elastyczności systemu jak również może wprowadzać dodatkowe zakłócenia. Dlatego najlepiej jest umieszczać splitter poza DSLAM. Dane ze splittera są dalej multipleksowane w DSLAM, natomiast analogowy głos trafia do przełącznika PSTN (ang. Public Switched Telephone Network).

## PG
Pętla abonencka zanim dotrze do karty znajdującej się wewnątrz DSLAM przechodzi przez tzw. PG (Przełącznica Główna, ang. Main Distribution Frame). PG tak jak DSLAM znajduje się wewnątrz CO. PG pełni rolę zabezpieczenia wewnętrznej sieci centrali przed przepięciami pochodzącymi z zewnątrz. Wewnątrz PG wyróżnić można bloki końcowe (ang. terminal blocks), których zadaniem jest realizacja połączenia między aktywną pętlą abonencką a przełącznikiem PSTN. Dla użytkownika DSL połączenie takie wymaga uprzedniego przejścia przez splitter. Do PG pętle abonenckie najczęściej są przyłączone poprzez 100 lub 200 par skrętki nieekranowanej podzielonych na grupy zawierające po 50 par.

## Remote DSLAM i RAM DSLAM
Dla użytkowników systemu DLC realizacja DSL wymaga użycia tzw. Remote DSLAM lub RAM DSLAM. Są to urządzenia, które montuje się wewnątrz szafy DLC. Znajdują się więc poza CO. Jest to spowodowane faktem obsługi przez DLC tylko kanałów o przepływności nie przekraczającej 64 Kb/s. Zatem zadaniem splittera umieszczonego w Remote DSLAM oraz RAM DSLAM jest m.in. oddzielenie danych DSL od głosu, który zostaje następnie odesłany do urządzenia DLC.
Remote DSLAM może obsłużyć stosunkowo dużą liczbę użytkowników DSL, na przykład dla ADSL jest to od 60 do 100 linii. Jego instalacja może natomiast okazać się skomplikowana i kosztowna.
Mniej problemów pod tym względem powinien sprawiać RAM DSLAM, który jest urządzeniem stworzonym specjalnie do montażu w szafach DLC. Mniejsze rozmiary w stosunku do Remote DSLAM oznaczają jednak możliwość obsługi mniejszej liczby użytkowników. Ze względu na swój kształt i rozmiary RAM DSLAM często bywa nazywany „pudełkiem po pizzy” lub „pudełkiem po cygarach”.

## Najwięksi producenci IP-DSLAM
- Alcatel-Lucent
- Ericsson
- Huawei
- ZTE
- Adtran